# Listă de filme canadiene din 2006
Aceasta este o listă de filme canadiene din 2006:

## Lista
| Titlu                          | Regizor                  | Actori                                        | Gen                  | Note                                                                |
| ------------------------------ | ------------------------ | --------------------------------------------- | -------------------- | ------------------------------------------------------------------- |
| Aruba                          | Hubert Davis             | A.J. Saudin, Devon Bostick                    | Short film           | Panavision Grand Jury Award at Palm Springs International ShortFest |
| Away From Her                  | Sarah Polley             | Julie Christie, Gordon Pinsent                | Romance, Drama       | Polley's directorial debut; based on story by Alice Munro           |
| Black Christmas                | Glen Morgan              | Katie Cassidy, Michelle Trachtenberg          | Horror               | Canadian/American co-production                                     |
| Bombay Calling                 | Samir Mallal             |                                               | Documentary          | Indian call centers                                                 |
| Bon Cop, Bad Cop               | Eric Canuel              | Colm Feore, Patrick Huard                     | Comedie              | Nominated for 10 Genies                                             |
| Brand Upon the Brain!          | Guy Maddin               |                                               | Drama                |                                                                     |
| Congorama                      | Philippe Falardeau       |                                               | Drama                |                                                                     |
| The Danish Poet                | Torill Kove              | Liv Ullmann (narration)                       | Animated short       | Academy Award for Animated Short Film                               |
| A Dog's Breakfast              | David Hewlett            |                                               | Black comedy         |                                                                     |
| Fido                           | Andrew Currie            | Dylan Baker, Billy Connolly, Carrie-Anne Moss | Zombie comedy        |                                                                     |
| Finding Dawn                   | Christine Welsh          |                                               | film documentar      |                                                                     |
| House Calls                    | Ian McLeod               | Mark Nowaczynski                              | film documentar      | Donald Brittain Award, Gemini Awards                                |
| Imitation                      | Federico Hidalgo         | Vanessa Bauche, Jesse Aaron Dwyre, Conrad Pla | Comedy-drama         |                                                                     |
| Lodela                         | Philippe Baylaucq        | José Navas, Chi Long                          | Dance film           | Best Short Documentary at Hot Docs                                  |
| The Journals of Knud Rasmussen | Zacharias Kunuk          |                                               | Drama                | Canada/Denmark co-production; Kunuk's follow-up to hit Atanarjuat   |
| McLaren's Negatives            | Marie-Josée Saint-Pierre |                                               | Animated documentary | Explores the work of Norman McLaren                                 |
| Manufactured Landscapes        | Jennifer Baichwal        | Edward Burtynsky                              | Documentary          | Best Canadian Film, Toronto International Film Festival             |
| The Point                      | Joshua Dorsey            |                                               | Docufiction          | Filmed with area youth in Pointe-Saint-Charles                      |
| Radiant City                   | Gary Burns, Jim Brown    |                                               | Documentary/Fiction  | Genie Award for Best Documentary                                    |
| Remembering Arthur             | Martin Lavut             | Arthur Lipsett                                | Documentary          | See also 2010 film Lipsett Diaries                                  |
| Trailer Park Boys: The Movie   | Mike Clattenburg         | Robb Wells, John Paul Tremblay                | Comedy               |                                                                     |
| Unspeakable                    | John Paskievich          |                                               | film documentar      | Explores stuttering                                                 |
| The Wild                       | Steve 'Spaz' Williams    | Kiefer Sutherland, James Belushi              | Animation            |                                                                     |